# Brouzet-lès-Quissac
Brouzet-lès-Quissac település Franciaországban, Gard megyében. Lakosainak száma 299 fő (2022. január 1.). Brouzet-lès-Quissac Carnas, Corconne, Liouc, Orthoux-Sérignac-Quilhan, Sardan és Vacquières községekkel határos.

## Népesség
A település népességének változása:
| Lakosok száma | 89   | 129  | 155  | 236  | 259  | 274  | 291  | 301  | 303  | 299  |
|               | 1968 | 1982 | 1990 | 2006 | 2013 | 2015 | 2017 | 2019 | 2020 | 2022 |